# Mastacides crassipes
Mastacides crassipes är en insektsart som beskrevs av Bolívar, C. 1930. Mastacides crassipes ingår i släktet Mastacides och familjen Mastacideidae. Inga underarter finns listade i Catalogue of Life.